# Ohne Schatten von Sünde
Ohne Schatten von Sünde (Originaltitel: Sem Sombra de Pecado) ist ein satirisches Filmdrama des portugiesischen Regisseurs José Fonseca e Costa aus dem Jahr 1983. Es ist eine Adaption der Erzählung E aos Costumes Disse Nada (dt. Titel: „Keinerlei Verwandtschaftsverhältnis“) von David Mourão-Ferreira aus seinem Buch Gaivotas em Terra (1959). Der Filmtitel ist einer Strophe aus dem Fado O que sobrou de um queixume (Portugiesisch für: „Was von einer Wehklage übrig blieb“) des Komponisten Frederico de Brito entlehnt. Das Lied kommt an mehreren Stellen im Film vor und wird in einer Nachtklub-Szene auch prominent von Carlos do Carmo interpretiert.

## Inhalt
In der mondänen Hauptstadt des neutralen Portugals im Jahr 1943, mitten im Zweiten Weltkrieg, führt der großbürgerliche Offiziersanwärter Henrique Andrade ein unbeschwertes Leben. Von sozialer Stellung und persönlichem Umfeld geschützt, bewegt er sich sicher in der autoritären und vom patriarchalischen Familienbild bestimmten Gesellschaft, die von einer angespannten Ruhe geprägt ist. Henriques gehobene Kreise wahren äußerlich den Schein der überzeugten Treue zu Diktator Salazar, sind dem Regime aber im Inneren häufig skeptisch eingestellt. Zudem werden sie seit der Niederlage Nazideutschlands in der Schlacht von Stalingrad verunsichert angesichts der bisherigen ideologischen Nähe des Estado Novo-Regimes zu den faschistischen Achsenmächten und der gleichzeitig zunehmenden Annäherung an die Alliierten.
Bei seinen Nachtdiensten erhält Henrique merkwürdige Anrufe einer jungen Frau. Er trifft sich mit ihr und erliegt der geheimnisvollen Schönen, die ihren Namen unentschlossen mal mit Maria da Luz und mal mit Lucilia angibt und Henrique auch sonst immer weiter verwirrt. Ebenfalls aus besseren Kreisen, sucht sie der Strenge ihres Vaters zu entfliehen, während sie weiter innerlich hadert mit dem gewaltsamen Tod ihres ersten Liebhabers vor ihren Augen vier Jahre zuvor.
Als ihr Vater stirbt, bittet sie Henrique eilig zu sich. Noch mit der Trauergemeinde im Haus, bringt sie ihre Affäre zum Höhepunkt. Dann jedoch betritt Henriques Vorgesetzter das Haus und begegnet ihm dort. Erst jetzt sieht Henrique erstmals den Vater, als Leiche aufgebahrt im Trauerzimmer. Henrique erkennt, dass sie sich mit ihm nur an ihrem vom Militär bestimmten Schicksal rächen wollte, und verlässt das Haus. Seine Erkenntnis verfestigt sich, als Henrique bei einem Nachtdienst beobachtet, wie ein neuer Offiziersanwärter den gleichen unbekannten Anruf wie zuvor er selbst erhält.

## Rezeption
Der Film lief am 11. Februar 1983 in den portugiesischen Kinos an und feierte seine internationale Premiere im Mai 1983 bei den Internationalen Filmfestspielen von Cannes.
Der flüssig erzählte Film mit seiner direkten, oft unterhaltsamen Sprache und vielen komischen, gelegentlich fast grotesken Momenten fand einigen Zuspruch beim Publikum, das sich hier auch an den erotischen Momenten, vor allem aber an der leisen, dabei aber bis an die Lächerlichkeit grenzenden Demaskierung von Männlichkeit und Heuchelei in den militärischen Kreisen und der Gesellschaft allgemein erfreute. Nach Kilas, o Mau da Fita (1980) bewies Fonseca e Costa hier erneut, dass man mit einer publikumswirksamen Filmsprache auch anspruchsvolle Filme an ein breites Publikum vermitteln kann.
Die Kritik nahm den Film ebenfalls durchweg positiv auf. Besonders gelobt wurde die gelungene Atmosphäre der 40er Jahre, dank der Ausstattung, vor allem aber dank der warmen Farben der auch insgesamt als formvollendet bewerteten Kamera Eduardo Serras. Der Film war seine erste Arbeit nach seiner Rückkehr nach Portugal und wurde ein erster Markstein der international erfolgreichen Laufbahn Serras. Auch die Besetzung des Films wurde als durchweg gelungen befunden, insbesondere die Leistung der Hauptdarsteller, des hier sowohl ernst als auch komisch überzeugenden Mário Viegas als Henrique Andrade und der ausdrucksstarken, später durch ihre Arbeiten mit Pedro Almodóvar weltbekannt gewordenen Spanierin Victoria Abril als Maria da Luz bzw. Lucilia.
Trotz des abweichenden Titels und seiner Anpassungen an das Medium Film blieb Fonseca e Costa hier eng an der literarischen Vorgabe. Es war sein erster Film, der auf einer Literaturvorlage und nicht auf einer eigenen Idee beruhte. Die Kritik lobte seine Umsetzung, die dem Ursprungstext sogar noch mehr Komplexität und Tiefe verlieh.

„Mit Sarkasmus, Ironie und Respektlosigkeit gegenüber den Institutionen entwirft der Film Bilder vom Patriarchat, von Faschismus und Krieg, ohne letztere direkt zu zeigen.“

„Ohne Schatten von Sünde“ war der portugiesische Kandidat für den besten fremdsprachigen Film zur Oscarverleihung 1984, gelangte bei der folgenden 56. Oscarverleihung jedoch nicht zur Nominierung.
2013 erschien der Film als DVD bei SatyrIcon, in Zusammenarbeit mit der Cinemateca Portuguesa.